# Lommel-Centrum

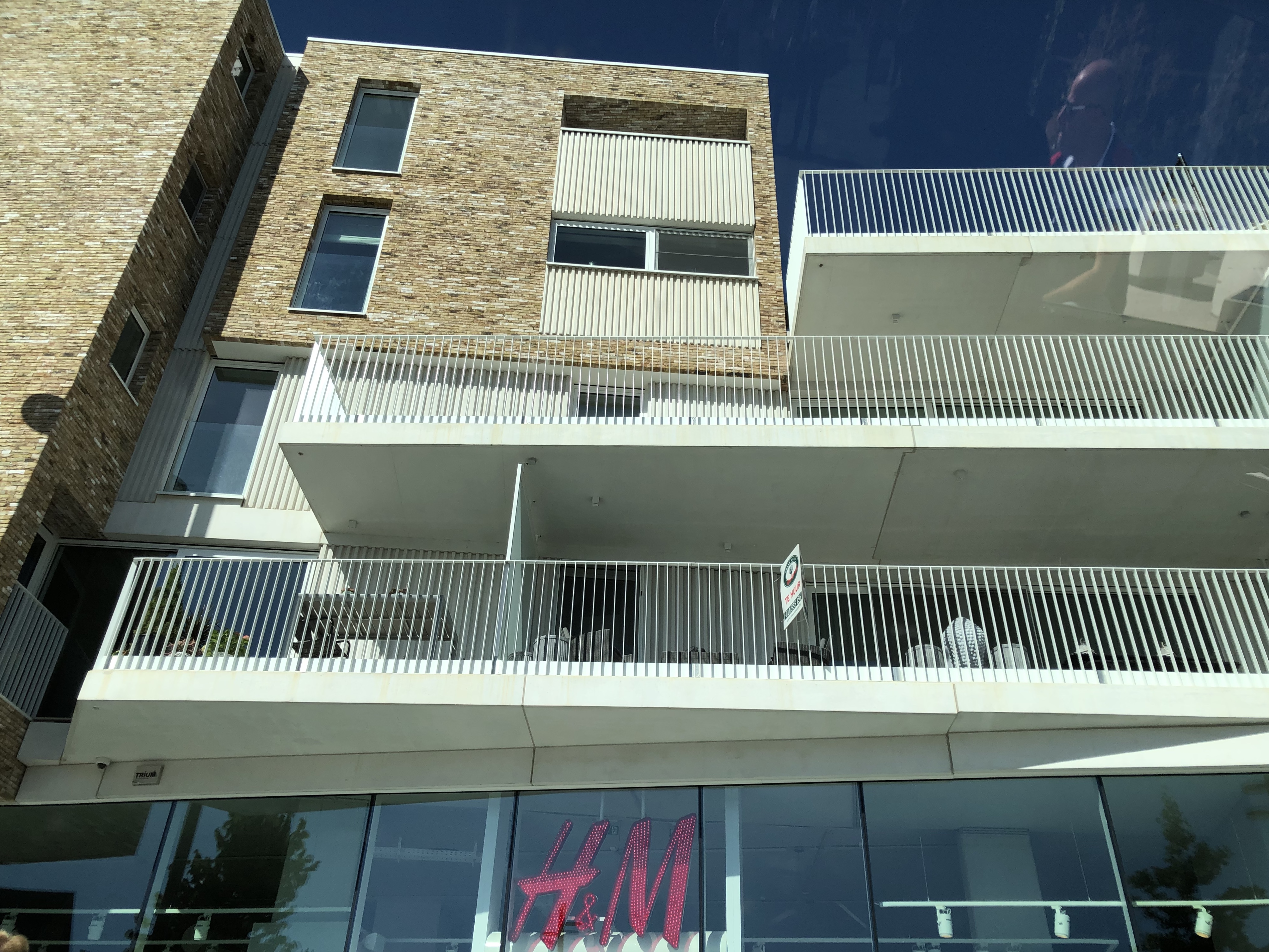
H&M Lommel-Centrum

Lommel-Centrum is de verstedelijkte historische kern van de Belgische stad Lommel in de provincie Limburg. Hier zijn een aantal van de belangrijkste gebouwen en bezienswaardigheden van de uitgestrekte gemeente Lommel geconcentreerd.
Lommel-Centrum heeft een dubbele kern, te weten de Markt, een driehoekig plein met mooie bomen en het oude stadhuis, waar ook veel horecaterrassen zijn te vinden, en het Kerkplein. Daarnaast is er een drukke winkelstraat, die echter de neiging heeft om vooral de uit Nederland bekende winkelketens te vertegenwoordigen.
Nabij het centrum vindt men een Cultureel Centrum en het Huis van de Stad als belangrijkste gebouwen.

## Bezienswaardigheden

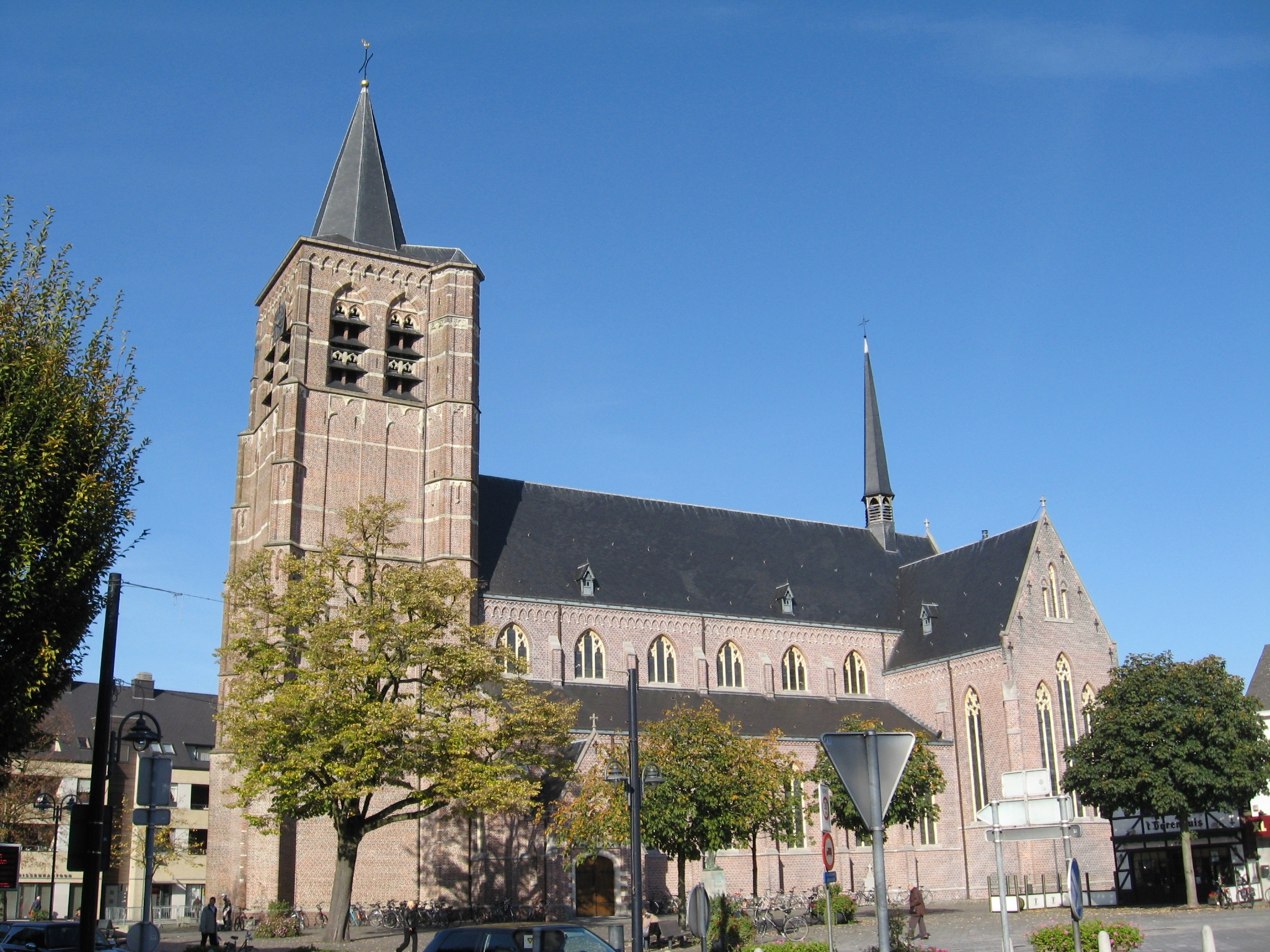
De Sint-Pietersbandenkerk

### Op het Kerkplein
- Sint-Pietersbandenkerk. Deze neogotische kerk is gebouwd van 1900-1902 en de architect was Martens uit Stevoort. De bakstenen toren in Kempense gotiek is gebouwd in 1388, met een spits uit 1807. De toren is gerestaureerd van 1865-1869. De ingang wordt gesierd door twee beelden van de heilige Petrus: een mét en een zonder boeien. In het interieur vindt men een gotisch Mariabeeld uit de 16e eeuw. Verder is het interieur neogotisch met glasramen van Gustave Ladon, wandschilderingen van Huppen, schilderijen in de zijbeuk van de heilige Dominicus uit 1837 van een leerling van Lambert Mathieu, en schilderingen in de doopkapel van Piet Raeymakers. Ook een aantal heiligenbeelden en een monumentaal orgel zijn aanwezig.
- Naast de kerk bevindt zich het monument voor de helden uit de Eerste Wereldoorlog
- Beeldengroep In Harmonie, van Joz. de Loose, op het Kerkplein. Bronzen beeldengroep, een gezin met hond voorstellende.

### Op het Marktplein
- Driehoekig marktplein, Dorp geheten, oorspronkelijk een veeweide en vanaf de 14e eeuw een marktplein. Op dit plein bevindt zich een pomp en een beeldje van een teut. Vele bewoners van Lommel waren teuten, vooral in de 17e en 18e eeuw. Ook bevindt zich op de Markt een muziekkiosk uit 1905, die opgericht is om 75 jaar Belgische onafhankelijkheid te gedenken.
- Huis Aerts, uit 1805. Dit is een fraai woonhuis aan het Dorp, opgericht door de eerste Lommelse burgemeester Jan Jacob Aerts. Het heeft onder meer dienstgedaan als afspanning en herberg. Ook het streekmuseum Museum Kempenland was hier gehuisvest, tot dit in 2007 als Museum Erfgoed Lommel verderging in Lommel-Kolonie. Sindsdien maakt het onderdeel uit van het Glazen Huis.
- Raadhuis, op de plaats van de voormalige kapel, die tijdens het Twaalfjarig Bestand was gebouwd, en na 1648, toen de katholieke kerken door de hervormden genaast werden, is verbouwd tot stadhuis. In 1845 werd het gebouw afgebroken en het huidige classicistische gebouw opgericht, dat gemeentehuis was tot 1958, daarna politiekantoor tot 1988. Daarna volgde een restauratie en nu dient het als trouwzaal.

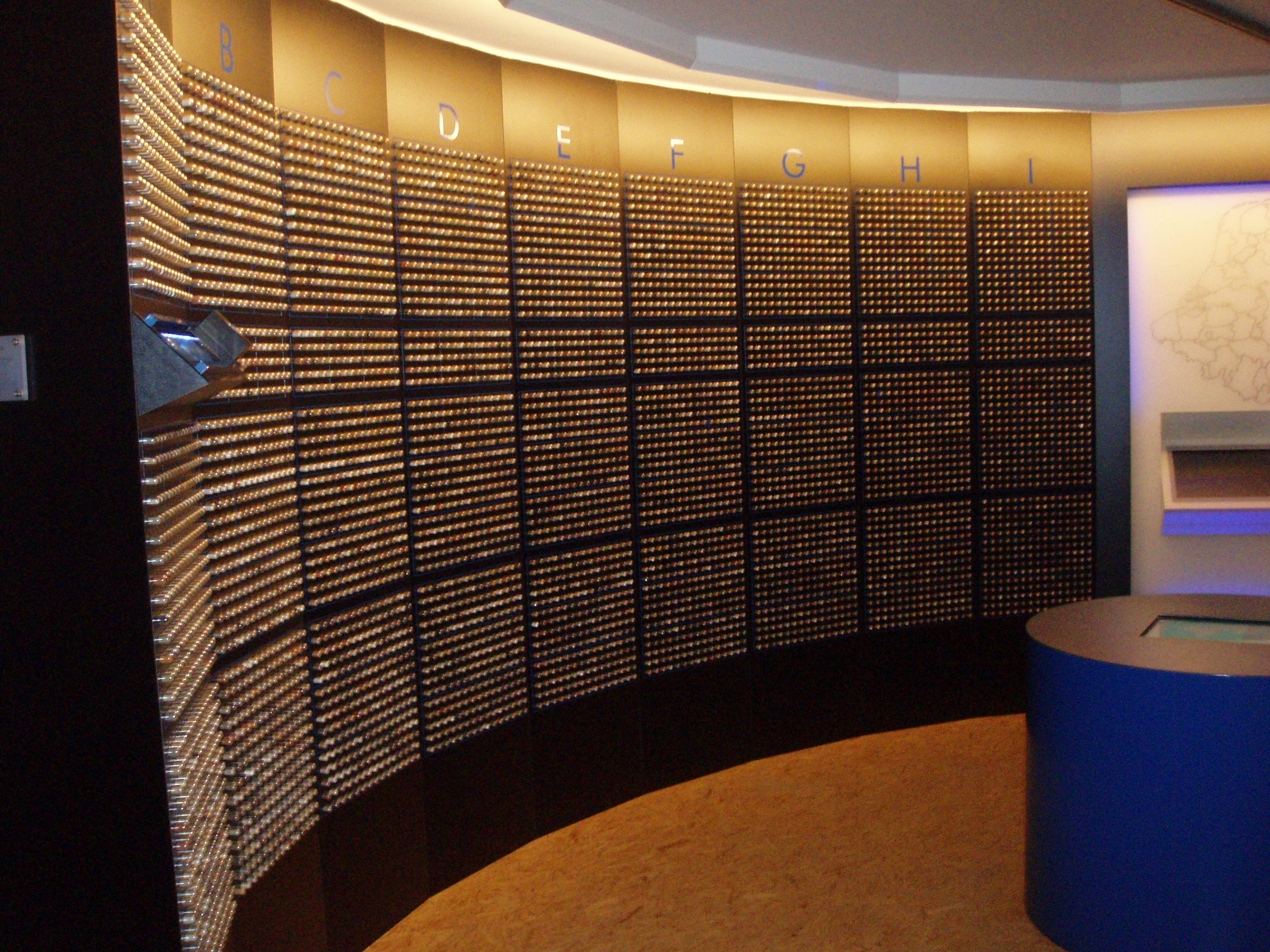
Verzameling zandsoorten in het Glazen huis te Lommel

- Glazen Huis, uit 2007, tevens toeristisch onthaalcentrum en VVV. Dit museum toont glaskunstwerken en wisselende tentoonstellingen hieromtrent. Er is ook een eigen glasatelier. Bouwkundig zeer merkwaardig is de grote glazen kegel met een hoogte van 30 m, die men aan de binnenkant kan bestijgen.
- Zandverzameling in het bezoekerscentrum naast het Glazen Huis. Het betreft een van de grootste verzameling verschillende zandsoorten ter wereld: 13.199 zandmonsters, verzameld door Joop van Dijk, werden na zijn dood in 2006 geschonken aan de gemeente Lommel.

De laatste 2 punten zijn te danken aan het feit dat Lommel door de winning van zilverzand en de glasindustrie zich als de glasstad kan presenteren.

### Verdere merkwaardigheden
- Burgemeestershuis, een gerenoveerde villa uit 1898, gebouwd door burgemeester François Van Ham. Het huis bezit enkele stijlkamers, zoals een neogotische inkomsthal, een neoclassicistische kamer, een pronkkamer in Lodewijk XVI-stijl en een art-nouveau-salon.
- Burgemeesterspark, bij het Burgemeestershuis. Een fraai park, met daarin de kunstwerken De Buitenmens van Henk Visch, en De overwinnaar en de Overwonnene, een uit smeedijzer vervaardigde zuil van 4 meter hoog, van de kunstenaars Pellens en Custers.
- Het Huis van de Stad is het huidige stadhuis van Lommel. Het is in gebruik genomen in 2005 en ontworpen door Jo Crepain en Frans van Praet, respectievelijk architect en binnenhuisarchitect. Het is opgetrokken uit glas en travertijn, en bestaat uit vier vleugels, die door binnentuinen van elkaar zijn gescheiden. Het wordt beschouwd als een van de mooiste moderne stadhuisgebouwen.
- Cultureel Centrum De Adelberg uit 1993, ontworpen door Victor Simoni. Op het dak ervan staat en grote gouden spiraal van Luk van Soom, die Evolutie in de Orion-Nevel heet, hoewel de Orionnevel geen spiraalnevel is. Op het naburige appartementengebouw De Vreyheyt staat ook een dakversiering van Van Soom, dat De avonturen van Luciano van Somosota heet.
- De Grote Hoef is de voormalige hoeve van de Abdij van Averbode. Het fraaie complex bestaat uit een woonstalhuis uit 1587, een schuur uit 1736 en een schaapskooi. Het is een geklasseerd monument. Er is een restaurant in gevestigd, en in de schaapskooi bevindt zich het Molenmuseum.
  - Op deze plaats stond reeds in 990 een hoeve, die eigendom was van graaf Ansfried van Hoei en toen geschonken werd aan het Kapittel van Hilvarenbeek. In 1227 werd het bezit aan de Abdij van Averbode geschonken. In 1486 werd de hoeve door brand verwoest en weer opgebouwd, hetzelfde gebeurde in 1586, tijdens de Tachtigjarige Oorlog. In 1735 brandde de schuur af en werd weer opgebouwd. In 1798 werd de hoeve door de abdij verkocht en kwam in particuliere handen. In 1974 werd een stichting opgericht die het complex ging restaureren. In 1987 was, na enkele brandstichtingen, de restauratie gereed en in 1990 werd het geheel aan de gemeente overgedragen, waarna in 1998 de uitbating door particulieren volgde.
- Molenmuseum, met een drietal werkende maquettes van respectievelijk een zaagmolen, een oliemolen en een papiermolen. Ook een rosmolen is er te vinden, wat een merkwaardig achtkantig gebouwtje met een puntdak is. Daaruit steekt een aandrijfbalk die door een paard kan worden voortbewogen.
- Hoeve Spooren, Loberg 33, ligt eigenlijk in Lutlommel, maar niet ver van het centrum. De hoeve stamt uit 1754 en is gebouwd door de familie Spooren. Het is een woonstalhuis, waarbij woning en stal onder één dak gelegen zijn. De voordeur wordt bekroond door een korfboog. Ze heeft een witgekalkte omlijsting die overgaat in een kruis, dat wellicht bedoeld was om het kwade af te weren.

## Naburige kernen
Kattenbos, Lutlommel, Lommel-Werkplaatsen, Balendijk, Luyksgestel
Deelgemeente: Lommel

Overige kernen: Balendijk · Barrier · Blauwe Kei · Gelderhorsten · Heeserbergen · Heide-Heuvel · Kattenbos · Kerkhoven · Kolonie · Lutlommel · Stevensvennen · Werkplaatsen

Belgische gemeenten · Arrondissement Maaseik · Limburg · Vlaanderen